# Mortasadora
Una mortasadora (de mortasa) és una màquina eina emprada per a formar ranures, mosses, etc. La seva constitució és semblant a la de la llimadora; la diferència consisteix en el fet que el carro on va fixada l'eina té un moviment vertical, el qual permet de mecanitzar superfícies interiors. La peça roman fixa a la taula i l'eina es desplaça amb moviment alternatiu vertical, arrancant ferritja només en el recorregut de descens. L'eina acostuma a ésser d'acer al carboni o d'acer ràpid; el seu avanç té lloc gràcies al moviment de la taula, que pot ésser longitudinal o transversal; quan cal mecanitzar una peça en diversos punts simètrics respecte a un eix, hom fixa la peça a un plat divisor.
La mortasadora pot treballar superfícies interiors, exteriors i perfilades. És una màquina de poc rendiment, utilitzada només per a mecanitzar un nombre reduït de peces; en les grans sèries es substitueix generalment per la brotxadora.